# 170er v. Chr.
Portal Geschichte | Portal Biografien | Aktuelle Ereignisse | Jahreskalender | Tagesartikel

◄ |
1. Jahrtausend v. Chr. |

◄ |
3. Jh. v. Chr. |
2. Jahrhundert v. Chr. |
1. Jh. v. Chr. |
►

◄ | 200er v. Chr. | 190er v. Chr. | 180er v. Chr. | 170er v. Chr. |
160er v. Chr. |
150er v. Chr. |
140er v. Chr. |
►

179 v. Chr. |
178 v. Chr. |
177 v. Chr. |
176 v. Chr. |
175 v. Chr. |
174 v. Chr. |
173 v. Chr. |
172 v. Chr. |
171 v. Chr. |
170 v. Chr.

## Ereignisse
- 179 v. Chr.: Der Keltiberische Krieg endet mit einem Sieg der Römer.
- 170 v. Chr.: Hypsikles von Alexandria teilt den Kreis in 360 Winkelgrade ein. Damit legt er die Grundlage für die Trigonometrie in ihrer Vorform, der Chordenrechnung.